# George Gamow
George Anthony Gamow (ros. Георгий Антонович Гамов, Georgij Antonowicz Gamow, ur. 4 marca 1904 w Odessie, zm. 19 sierpnia 1968 w Boulder, Kolorado) – amerykański fizyk teoretyczny pochodzenia ukraińsko-rosyjskiego, fizyk jądrowy i kosmolog, popularyzator nauki. Profesor George Washington University w Waszyngtonie i University of Colorado w Boulder. Laureat Nagrody Kalinga przyznawanej przez UNESCO za popularyzację nauki (1956).
Główne osiągnięcia Gamowa to model rozpadu promieniotwórczego alfa (α) oraz pierwotnej nukleosyntezy – powstania jąder atomowych w Wielkim Wybuchu.

## Życiorys
W latach 1931–1933 profesor uniwersytetu w Leningradzie. Wyemigrował do USA, gdzie w latach 1934–1954 wykładał w George Washington University oraz w latach 1956–1968 w University of Colorado Boulder.
W 1928 Gamow rozwiązał problem jądrowego rozpadu radioaktywnego alfa w oparciu o teorię kwantowego tunelowania. Wyprowadził kwantowo-mechaniczny wzór, który dawał niezerowe prawdopodobieństwo tego, że dwie jednoimiennie naładowane cząstki przezwyciężą swe wzajemne odpychanie elektrostatyczne i znajdą się bardzo blisko siebie. To kwantowo-mechaniczne prawdopodobieństwo jest znane jako „współczynnik Gamowa”, wykorzystywany do wyjaśnienia mierzonych szybkości pewnych rozpadów radioaktywnych.
W 1947 wraz ze współpracownikami opracował hipotezę powstawania pierwiastków („teoria α,β,γ” od nazwisk Alpher, Bethe i Gamow).
Gamow był popularyzatorem nauki, autorem cyklu książek o Panu Tompkinsie, w żartobliwy sposób przedstawiających m.in. teorię względności.